# Гаррісонвілл
Гаррісонвілл (англ. Harrisonville) — місто (англ. city) в США, в окрузі Кесс штату Міссурі. Населення — 10 121 особа (2020).

## Географія
Гаррісонвілл розташований за координатами 38°39′9″ пн. ш. 94°20′49″ зх. д. / 38.65250° пн. ш. 94.34694° зх. д. (38.652493, -94.346999).  За даними Бюро перепису населення США в 2010 році місто мало площу 25,94 км², з яких 25,60 км² — суходіл та 0,34 км² — водойми.

## Демографія

### Перепис 2010
Згідно з переписом 2010 року, у місті мешкало 10 019 осіб у 3854 домогосподарствах у складі 2516 родин. Густота населення становила 386 осіб/км².  Було 4144 помешкання (160/км²).
Расовий склад населення:
| - 95,0 % — білих - 1,1 % — чорних або афроамериканців - 0,7 % — корінних американців - 0,6 % — азіатів |

До двох чи більше рас належало 1,7 %. Частка іспаномовних становила 2,6 % від усіх жителів.
За віковим діапазоном населення розподілялося таким чином: 27,1 % — особи молодші 18 років, 57,4 % — особи у віці 18—64 років, 15,5 % — особи у віці 65 років та старші. Медіана віку мешканця становила 35,5 року. На 100 осіб жіночої статі у місті припадало 89,4 чоловіків;  на 100 жінок у віці від 18 років та старших — 84,8 чоловіків також старших 18 років.
Середній дохід на одне домашнє господарство  становив 50 643 долари США (медіана — 41 196), а середній дохід на одну сім'ю — 63 071 долар (медіана — 52 017). Медіана доходів становила 41 765 доларів для чоловіків та 31 313 долари для жінок. За межею бідності перебувало 14,3 % осіб, у тому числі 15,8 % дітей у віці до 18 років та 4,8 % осіб у віці 65 років та старших.
Цивільне працевлаштоване населення становило 4428 осіб. Основні галузі зайнятості: освіта, охорона здоров'я та соціальна допомога — 19,4 %, роздрібна торгівля — 13,6 %, виробництво — 13,4 %.

### Перепис 2000
За даними перепису 2000 року
на території муніципалітету мешкало 8 946 осіб, було 3 457 садиб та сімей.
Густота населення становила 399,8 осіб/км². З 3 457 садиб у 35,5% проживали діти до 18 років, подружніх пар, що мешкали разом, було 50,6%, садиб, у яких господиня не мала чоловіка — 12,4%, садиб без сім'ї — 33,4%.
Власники 14% садиб мали вік, що перевищував 65 років, а в 28,9% садиб принаймні одна людина була старшою за 65 років. Кількість людей у середньому на садибу становила 2,48, а в середньому на родину 3,05.
Середній річний дохід на садибу становив 39 498 доларів США, а на родину — 47 761 доларів США. Чоловіки мали дохід 31 931 доларів, жінки — 22 416 доларів. Дохід на душу населення був 17 280 доларів. Приблизно 4,7% родин та 6,5% населення жили за межею бідності.